# Barbara McClintock
Barbara McClintock, född 16 juni 1902 i Hartford, Connecticut, död 2 september 1992 i Huntington, New York, var en amerikansk forskare och en av världens mest framstående cytogenetiker, och tilldelades Nobelpriset i fysiologi eller medicin år 1983. McClintock disputerade 1927 som fil. dr. i botanik vid Cornell University, vid vilket hon senare kom att leda forskningen inom cytogenetiken hos majs, det område som kom att dominera hennes forskarkarriär. Från det sena 1920-talet studerade McClintock kromosomer och de förändringar dessa genomgår när majs reproducerar sig. Hon utvecklade metoder för att synliggöra majsens kromosomer och kunde genom att studera dessa i mikroskop påvisa flera fundamentala genetiska mekanismer såsom genetisk rekombination genom överkorsning i meiosen, den mekanism vid bildandet av könsceller där kromosomerna kan utväxla information.
Hon skapade den första genetiska kartan för majs baserad på länkade gener, gener som sitter så nära varandra att de oftast nedärvs tillsammans. Hon kopplade även delar av kromosomen till olika fysiska egenskaper och visade telomerernas och centromerernas funktion, funktioner som är viktiga för hur informationen bevaras och förs vidare. McClintock mottog under sin livstid flera prestigefyllda stipendier såväl som blev invald i National Academy of Sciences år 1944.
Under 1940- och 50-talet upptäckte McClintock transposonen, vilket hon utnyttjade till att visa hur generna påverkar fysiska egenskaper. Hon utvecklade teorier för att förklara hur gener kan "stängas av" eller "sättas på" mellan olika generationer hos majsplantan. Efter att hennes forskning och dess implikationer bemötts med skepticism slutade hon 1953 att publicera sina resultat.
Senare kom hon till att genomföra en omfattande cytogenetisk och etnobotanisk studie på olika majsraser från Sydamerika. Under 1960- och 70-talet fick forskarvärlden allt större förståelse kring McClintocks forskning. Detta då forskare noggrannare kunde visa hur mekanismerna bakom genetisk förändringar och genreglering fungerar, mekanismer som McClintock tidigare observerat hos majs i sin forskning under 1940- och 50-talet. För sitt arbete blev hon tilldelad flera priser, däribland Nobelpriset i fysiologi och medicin 1983 för upptäckten av transposoner.

## Uppväxt
Barbara McClintock föddes i Hartford, Connecticut som det tredje av fyra barn till läkaren Thomas Henry McClintock och Sara Handy McClintock. Redan i tidig ålder var hon självständig, en egenskap som McClintock själv senare beskrev som hennes "förmåga att vara ensam". Från ungefär tre års ålder till dess att hon började skolan bodde McClintock tillsammans med sin moster och morbror i Brooklyn, New York för att minska föräldrarnas finansiella börda medan fadern etablerade sin vårdmottagning. Hon beskrevs som ett avskilt och självständigt barn och som en pojkflicka. Hon stod nära fadern, men hade ett komplicerat förhållande till sin moder.
McClintock genomförde motsvarande gymnasieutbildning på Erasmus Hall High School i Brooklyn där hon intresserade sig för naturvetenskaperna. För att kunna fortsätta sina studier började hon år 1919 på Cornell University.